# 1992 في جامايكا
فيما يلي قوائم الأحداث التي وقعت خلال عام 1992 في جامايكا.

## سياسة

### تعيين في المنصب
- 30 مارس – بي. جيه. باترسون رئيس وزراء جامايكا [الإنجليزية]‏.

### انتهاء فترة المنصب
- 1 مارس – بي. جيه. باترسون نائب رئيس وزراء جامايكا [الإنجليزية]‏.

## مواليد

### يناير
- 5 يناير – باول بالمر
- 16 يناير – سيرجيو كامبيل لاعب كرة قدم جمايكي.
- 16 يناير – فاشيل فرنانديز لاعب كرة سلة جامايكي.

### أبريل
- 8 أبريل – ديفون وليامز لاعب كرة قدم جامايكي.

### يونيو
- 28 يونيو – إلين ثومبسون رياضية جمايكية.

### يوليو
- 20 يوليو – كيمارلي براون رياضي جمايكي.

### سبتمبر
- 14 سبتمبر – دانيلا وليامز
- 17 سبتمبر – كيمر لورنس لاعب كرة قدم جامايكي.

### أكتوبر
- 8 أكتوبر – دانييل جونسون لاعب كرة قدم إنجليزي.

### نوفمبر
- 17 نوفمبر – ناتاشا موريسون

### ديسمبر
- 18 ديسمبر – ألان اوتي لاعب كرة قدم جمايكي.
- 24 ديسمبر – برايان براون لاعب كرة قدم جامايكي.
- 30 ديسمبر – رونالد لافي منافِس أوليمبي جامايكي.

## وفيات

### يونيو
- 29 يونيو – ماي فاركهارسون (مواليد 1894)

### يوليو
- 13 يوليو – سيسلي وليامز (مواليد 1893) طبيبة جمايكية.

### أغسطس
- 15 أغسطس – جاكي إدواردز (مواليد 1938)